# AVR32
 (septembre 2015).
Si vous disposez d'ouvrages ou d'articles de référence ou si vous connaissez des sites web de qualité traitant du thème abordé ici, merci de compléter l'article en donnant les références utiles à sa vérifiabilité et en les liant à la section « Notes et références ».

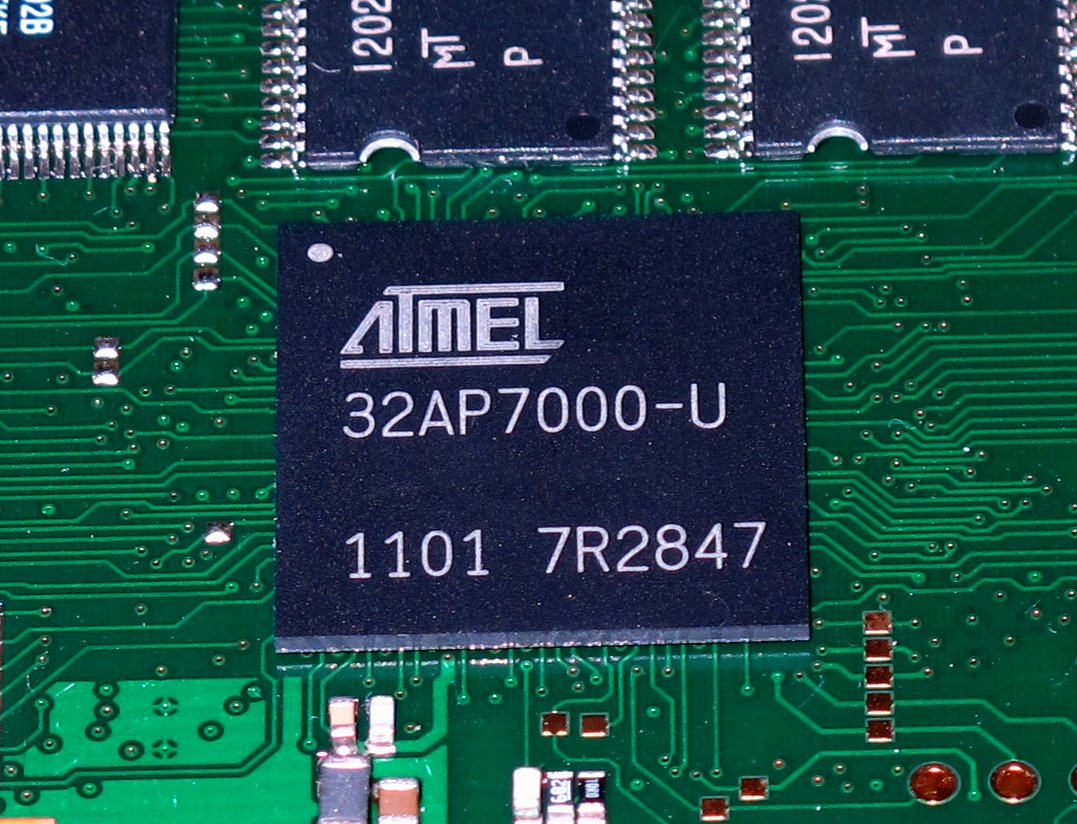
Un microcontrôleur 32-bit RISC produit par Atmel, modèle AVR32 (AP7000)

AVR32 est une architecture de microcontrôleur 32-bit RISC produite par Atmel. L'architecture du microcontrôleur a été conçue à l'université norvégienne de sciences et de technologie, notamment par le designer Øyvind Strøm et l'architecte des processeurs Erik Renno, M.Sc au Atmel's Norwegian design center.